# Sikandar Siddique
Sikandar Malik Siddique (* 4. Oktober 1986 in Kopenhagen) ist ein dänischer Politiker. Er ist der Vorsitzende der Partei Frie Grønne.

## Leben und Wirken
Siddique besuchte die Blågårdsskole im Kopenhagener Stadtteil Nørrebro. Er schloss 2013 an der Universität Roskilde ein Masterstudium im Bereich der Kommunikations- und globalen Studien ab.
Im Jahr 2005 wurde Siddique für die Sozialdemokraten Abgeordneter in der Kopenhagener Bürgerversammlung. Infolge der Folketingswahl 2019 zog er für Alternativet ins dänische Parlament, das Folketing, ein. Im Folgejahr verließ er aus Unzufriedenheit mit dem Kurs der neuen Parteichefin Josephine Fock jedoch die Partei. Gemeinsam mit ehemaligen Parteifreunden gründete er 2020 die Partei Frie Grønne, deren erster Vorsitzender er alsbald wurde. Die Partei vertritt eine dezidiert linke, antirassistische, feministische und grüne Politik.